# Livingstonia
Livingstonia (o Kondowe) è un centro abitato del Malawi, situato nella Regione Settentrionale.